# Coupe de France des Clubs N1 / N2 / N3
La Coupe de France des Clubs N1 / N2 / N3 est un challenge réservé aux clubs de cycliste amateurs français. Elle est composée de plusieurs épreuves réparties sur toute la saison cycliste sur route. Une Coupe de France est organisée pour chaque label (ou division) décerné par la Fédération française de cyclisme : il existe ainsi une Coupe de France DN1, une Coupe de France DN2 et une Coupe de France DN3.
À partir de 2024, il existe un classement individuel à l'instar de la Coupe de France des professionnels.

## Palmarès DN1
| Année | Vainqueur                  | Deuxième                   | Troisième                 |
| ----- | -------------------------- | -------------------------- | ------------------------- |
| 1993  | CM Aubervilliers,          |                            |                           |
| 1996  | CC Étupes                  |                            |                           |
| 1997  | CC Étupes                  |                            |                           |
| 1998  | CC Étupes                  |                            |                           |
| 1999  | CC Étupes                  |                            |                           |
| 2000  | Jean Floc'h-Mantes         |                            |                           |
| 2001  | AVC Aix-en-Provence        |                            |                           |
| 2002  | AVC Aix-en-Provence        |                            |                           |
| 2003  | CC Étupes                  |                            |                           |
| 2004  | CC Étupes                  |                            |                           |
| 2005  | UC Nantes Atlantique       |                            |                           |
| 2006  | CC Nogent-sur-Oise         | UC Châteauroux-Fenioux     | CC Étupes                 |
| 2007  | VC La Pomme Marseille      | Vendée U                   | Roue d'or Saint-Amandoise |
| 2008  | CR4C Roanne                | VC La Pomme Marseille      | CC Étupes                 |
| 2009  | CC Étupes                  | Creusot Cyclisme           | SCO Dijon                 |
| 2010  | Vendée U                   | VC La Pomme Marseille      | Sojasun espoir-ACNC       |
| 2011  | CC Nogent-sur-Oise         | CC Étupes                  | Vendée U                  |
| 2012  | Vendée U                   | CC Nogent-sur-Oise         | Chambéry CF               |
| 2013  | Vendée U                   | Armée de Terre             | AVC Aix-en-Provence       |
| 2014  | Armée de Terre             | Vendée U                   | UC Nantes Atlantique      |
| 2015  | Vendée U                   | Chambéry CF                | Sojasun espoir-ACNC       |
| 2016  | Chambéry CF                | VC Pays de Loudéac         | Vendée U                  |
| 2017  | Vendée U                   | CC Étupes                  | Chambéry CF               |
| 2018  | CR4C Roanne                | Sojasun espoir-ACNC        | Chambéry CF               |
| 2019  | VC Villefranche Beaujolais | CR4C Roanne                | VC Rouen 76               |
| 2020  | Team Pro Immo Nicolas Roux | VC Villefranche Beaujolais | AVC Aix-en-Provence       |
| 2021  | AG2R Citroën U23 Team      | VC Rouen 76                | SCO Dijon                 |
| 2022  | Vendée U                   | AG2R Citroën U23 Team      | AVC Aix-en-Provence       |
| 2023  | Bourg Ain Cyclisme         | AVC Aix-en-Provence        | Morbihan Fybolia GOA      |

## Palmarès DN2
| Année | Vainqueur                     | Deuxième                                 | Troisième                        |
| ----- | ----------------------------- | ---------------------------------------- | -------------------------------- |
| 2015  | Bourg-en-Bresse Ain           | Guidon chalettois                        | VC Pays de Loudéac               |
| 2016  | Côtes d'Armor-Marie Morin     | Creuse Oxygène Guéret                    | Bourg-en-Bresse Ain              |
| 2017  | Bourg-en-Bresse Ain           | CM Aubervilliers 93                      | Team Peltrax-CS Dammarie-lès-Lys |
| 2018  | VC Villefranche Beaujolais    | Team Peltrax-CS Dammarie-lès-Lys         | Team Pays de Dinan               |
| 2019  | Pays de Dinan                 | CM Aubervilliers 93                      | Laval Cyclisme 53                |
| 2020  | WB-Fybolia Locminé            | Team Matériel-Vélo.com-VC Vaulx-en-Velin | VCA Saint-Quentin                |
| 2021  | Paris Cycliste Olympique      | Sprinter Nice Métropole                  | CR4C Roanne                      |
| 2022  | Corbas Lyon Métropole         | CC Périgueux Dordogne                    | VCU Schwenheim                   |
| 2023  | Team Bricquebec Cotentin      | Team Macadam's Cowboys                   | USSA Pavilly Barentin            |
| 2024  | Team Atria-Montluçon Cyclisme | Team N'side                              | CR4C Roanne                      |

## Palmarès DN3
| Année | Vainqueur                | Deuxième                 | Troisième                     |
| ----- | ------------------------ | ------------------------ | ----------------------------- |
| 2015  | POC Côte de Lumière      | AS Corbeil-Essonne       | Pays de Dinan                 |
| 2016  | CM Aubervilliers 93      | Pays de Dinan            | Dunkerque Littoral-Cofidis    |
| 2017  | Team Bricquebec Cotentin | VC Amateur Saint-Quentin | Dunkerque Littoral Cyclisme   |
| 2018  | CG Orléans Loiret        | UV Limoges-Team U 87     | Sud Ouest Cyclisme Formation  |
| 2019  | Team Bricquebec Cotentin | Team Fybolia Locminé     | ES Torigni                    |
| 2020  | VC Lucéen                | Lescar VS                | Moyon Percy VC                |
| 2021  | Hennebont Cyclisme       | UV Aube                  | ESEG Douai                    |
| 2022  | Pau Vélo 64              | US Saint-Herblain        | UC Briochine                  |
| 2023  | UC Briochine             | Team 24                  | UV Aube                       |
| 2024  | VC Dolois                | Plouay Cycling Club      | Béziers Méditerranée Cyclisme |